# Rijssens stille oorlog
Rijssens stille oorlog is een Nederlandse documentaire uit 2010 van Emile van Rouveroy van Nieuwaal over het Overijsselse Rijssen. De documentaire stelt onder meer dat de integratie van Turken in Rijssen mislukt omdat het reformatorische bevolkingsdeel maar weinig manoeuvreerruimte voor hen overlaat. Van Rouveroy van Nieuwaal volgde geruime tijd de Rijssense bevolking en politiek. Tijdens deze periode vonden heftige discussies plaats, over onder meer het vloekverbod in de Algemene Plaatselijke Verordening, het ambtsgebed en het heavy-metalfestival Elsrock. In 2009 kwam de reformatorische gezindte massaal in opstand tegen het festival. Er werden ruim 3.500 bezwaren ingebracht. De documentaire wekte wrevel in Rijssen. Er kwam fors commentaar op het beeld dat wordt geschetst, zowel uit seculiere als uit christelijke hoek.
Van Rouveroy van Nieuwaal maakte eerder de documentaire Staphorst in tegenlicht.